# 황윈쑹
황윈쑹(중국어 간체자: 黄云嵩, 병음: Huáng yúnsōng, 한자음: 황운숭, 1997년 1월 15일~)은 중국의 바둑 기사이다.

## 약력
- 2012년 신인왕전 준우승 (대 판팅위 0:2)
- 2014년 바이링배 64강
- 2015년 글로비스배 우승, 중일 아함동산배 준우승